# Paepalanthus obconicus
Paepalanthus obconicus là một loài thực vật có hoa trong họ Eriocaulaceae. Loài này được Silveira mô tả khoa học lần đầu tiên vào năm 1928.